# Jovitus Francis Mwijage
Jovitus Francis Mwijage (ur. 2 grudnia 1966 w Bukobie) – tanzański duchowny katolicki, biskup Bukoby od 2024.

## Życiorys
Święcenia kapłańskie otrzymał 20 lipca 1997 i został inkardynowany do diecezji Bukoba. Po krótkim stażu wikariuszowskim został wykładowcą seminarium w Bukobie. W latach 2005–2011 studiował w Rzymie, a po powrocie do kraju został mianowany krajowym dyrektorem Papieskich Dzieł Misyjnych oraz dyrektorem wykonawczym unii kapłańskiej UMAWATA.
19 października 2023 papież Franciszek mianował go ordynariuszem diecezji Bukoba. 
27 stycznia 2024 na Stadionie Kaitaba w Bukobie przyjął święcenia biskupie, których mu udzielił kardynał Protase Rugambwa.  